# ビンス・ベラスケス
ビンセント・ジョン・ベラスケス（Vincent John Velasquez, 1992年6月7日 - ）は、アメリカ合衆国カリフォルニア州モントクレア出身のプロ野球選手（投手）。右投両打。KBOのロッテ・ジャイアンツ所属。

## 経歴

### プロ入りからアストロズ時代

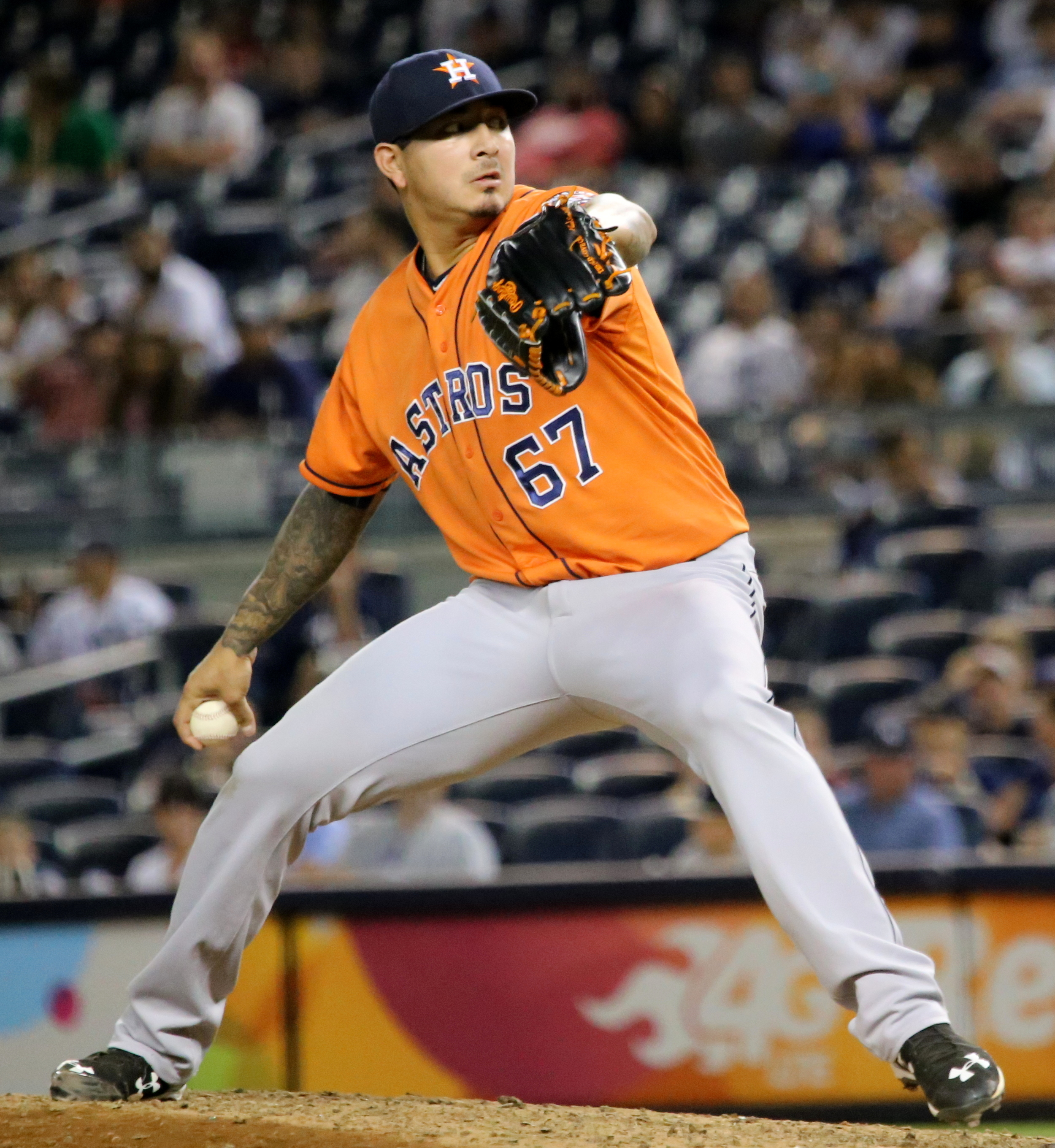
ヒューストン・アストロズ時代
（2015年8月25日）

2010年のMLBドラフトでヒューストン・アストロズから2巡目（全体58位）で指名された。6月25日に契約を結び、プロ入り。契約後、傘下のルーキー級グリーンビル・アストロズでプロデビュー。8試合（先発6試合）に登板して2勝2敗、防御率3.07、25奪三振を記録した。マイナーリーグのシーズン終了後の9月22日にトミー・ジョン手術を受けた。
2011年は前年の手術の影響で、シーズンを全休した。
2012年はA-級トリシティ・バレーキャッツでプレーし、9試合に先発登板して4勝1敗、防御率3.35、51奪三振を記録した。
2013年はまずA級クアッドシティーズ・リバーバンディッツでプレーし、25試合（先発16試合）に登板して9勝4敗3セーブ、防御率3.19、123奪三振を記録した。8月15日にA+級ランカスター・ジェットホークスへ昇格した。A+級ランカスターでは3試合に先発登板して0勝2敗、防御率6.14、19奪三振を記録した。オフの11月4日にアストロズ球団内のプロスペクト6位に選ばれた。
2014年はA+級ランカスターでプレーし、15試合（先発10試合）に登板して7勝4敗、防御率3.74、72奪三振を記録した。オフにはアリゾナ・フォールリーグに参加し、ソルトリバー・ラフターズでプレーした。5試合（先発4試合）に登板して2勝2敗、防御率6.59、13奪三振を記録した。11月20日にはルール・ファイブ・ドラフトでの流出を防ぐために40人枠入りした。
2015年はAA級コーパスクリスティ・フックスで9試合（先発5試合）に登板し、33回で防御率1.91、13与四球、45奪三振などの好成績を記録し、6月10日に飛び級でメジャー初昇格を果たした。メジャーデビューとなった同日のシカゴ・ホワイトソックス戦では先発して5回無失点と好投し、勝利投手の権利を持って降板したが、その後チームは敗れてしまった。先発登板7試合目となった7月21日のボストン・レッドソックス戦で初勝利を挙げたが、以降はリリーフを任された。シーズン通算では1勝1敗、防御率4.37という成績に留まったが、他の部門では55.2回で58奪三振を記録した。

### フィリーズ時代

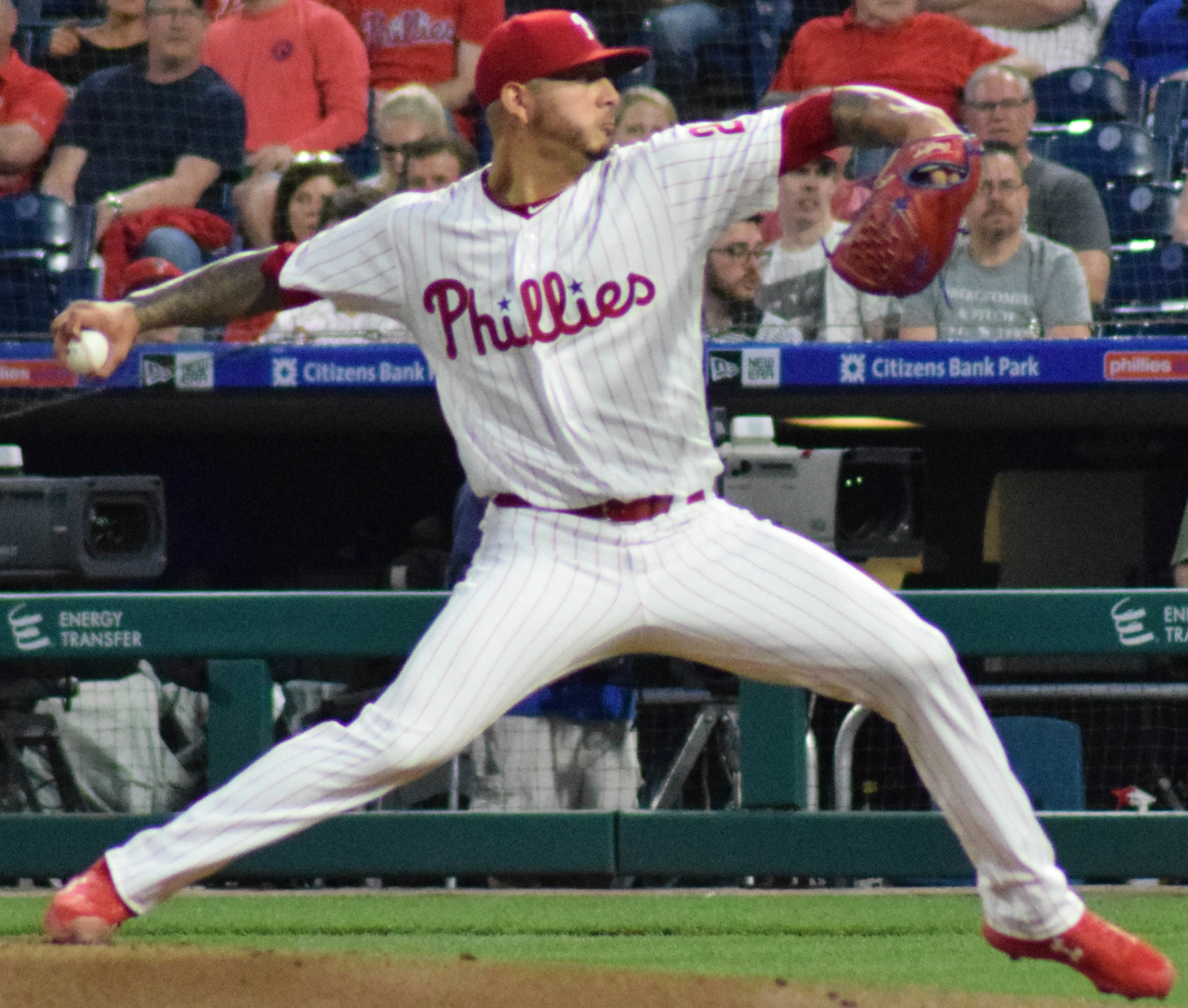
フィラデルフィア・フィリーズ時代
（2019年4月8日）

2015年12月12日にジョナサン・アラウス、ケン・ジャイルズとのトレードで、ブレット・オーバーホルツァー、ハロルド・アラウス、マーク・アペル、トム・エシェルマンと共にフィラデルフィア・フィリーズへ移籍した。
2016年4月14日のサンディエゴ・パドレス戦、113球で自身初の完投、完封を記録したが、被安打3（いずれも単打）、無四球、16奪三振だった。無四球で16奪三振以上を記録したのは史上6人目（7度目）の快挙だった。この年はフルシーズンとはならなかったが、先発ローテーションの一角を構成して24試合に先発登板。防御率4.12、メジャー初完封を含む8勝6敗を記録した。
2018年6月30日のワシントン・ナショナルズ戦の2回にアダム・イートンからライナーの打球を利き手の右腕に受け、とっさに利き手ではない左手で送球を行い話題となった。
2019年8月2日のホワイトソックス戦で、試合が14回まで延びた為、表から左翼の守備についた。一死一・二塁、ジェームズ・マッキャンはベラスケスの前に安打を放ったが、ベラスケスが94mph（151km/h）の野手並みの送球で走者を本塁でアウトにさせた。なお15回表にもダイビングキャッチを成功させ、話題となった。
2021年9月11日にDFAとなり、翌9月12日に自由契約となった。

### パドレス時代
2021年9月15日にパドレスとマイナー契約を結び、17日にメジャー契約を結んでアクティブ・ロースター入りした。オフの11月3日にFAとなった。

### ホワイトソックス時代
2022年3月14日にホワイトソックスと300万ドルの1年契約を結んだ。オフの11月6日にFAとなった。

### パイレーツ時代
2022年12月13日にピッツバーグ・パイレーツと315万ドルの1年契約を結んだ。
2023年オフの11月3日にFAとなった。
2024年は前年に受けた手術の影響で、シーズンを全休した。

### ガーディアンズ傘下時代
2025年2月4日にクリーブランド・ガーディアンズとマイナー契約を結び、同年のスプリングトレーニングに招待選手として参加することになった。メジャーに昇格した場合の年俸は150万ドルプラス出来高。

### 韓国・ロッテ時代
同年8月7日、タッカー・デービッドソンの代役として韓国プロ野球のロッテ・ジャイアンツと契約した。

## 詳細情報

### 年度別投手成績
| 年 度    | 球 団    | 登 板 | 先 発 | 完 投 | 完 封 | 無 四 球 | 勝 利 | 敗 戦 | セ 丨 ブ | ホ 丨 ル ド | 勝 率 | 打 者 | 投 球 回 | 被 安 打 | 被 本 塁 打 | 与 四 球 | 敬 遠 | 与 死 球 | 奪 三 振 | 暴 投 | ボ 丨 ク | 失 点 | 自 責 点 | 防 御 率 | W H I P |
| -------- | -------- | ----- | ----- | ----- | ----- | -------- | ----- | ----- | -------- | ----------- | ----- | ----- | -------- | -------- | ----------- | -------- | ----- | -------- | -------- | ----- | -------- | ----- | -------- | -------- | ------- |
| 2015     | HOU      | 19    | 7     | 0     | 0     | 0        | 1     | 1     | 0        | 0           | .500  | 231   | 55.2     | 50       | 5           | 21       | 0     | 2        | 58       | 3     | 0        | 28    | 27       | 4.37     | 1.28    |
| 2016     | PHI      | 24    | 24    | 1     | 1     | 1        | 8     | 6     | 0        | 0           | .571  | 551   | 131.0    | 129      | 21          | 45       | 1     | 1        | 152      | 3     | 0        | 64    | 60       | 4.12     | 1.33    |
| 2017     | PHI      | 15    | 15    | 0     | 0     | 0        | 2     | 7     | 0        | 0           | .222  | 315   | 72.0     | 74       | 15          | 34       | 1     | 3        | 68       | 2     | 1        | 44    | 41       | 5.13     | 1.50    |
| 2018     | PHI      | 31    | 30    | 0     | 0     | 0        | 9     | 12    | 0        | 0           | .429  | 630   | 146.2    | 138      | 16          | 59       | 1     | 8        | 161      | 9     | 0        | 83    | 79       | 4.85     | 1.34    |
| 2019     | PHI      | 33    | 23    | 0     | 0     | 0        | 7     | 8     | 0        | 2           | .467  | 516   | 117.1    | 120      | 26          | 43       | 2     | 9        | 130      | 5     | 0        | 69    | 64       | 4.91     | 1.39    |
| 2020     | PHI      | 9     | 7     | 0     | 0     | 0        | 1     | 1     | 0        | 0           | .500  | 154   | 34.0     | 36       | 5           | 17       | 1     | 3        | 46       | 0     | 0        | 21    | 21       | 5.56     | 1.56    |
| 2021     | PHI      | 21    | 17    | 0     | 0     | 0        | 3     | 6     | 0        | 0           | .333  | 361   | 81.2     | 76       | 17          | 45       | 2     | 4        | 85       | 2     | 0        | 55    | 54       | 5.95     | 1.48    |
| 2021     | SD       | 4     | 4     | 0     | 0     | 0        | 0     | 3     | 0        | 0           | .000  | 56    | 12.2     | 15       | 6           | 4        | 0     | 0        | 16       | 0     | 0        | 13    | 12       | 8.53     | 1.50    |
| '21計    | SD       | 25    | 21    | 0     | 0     | 0        | 3     | 9     | 0        | 0           | .250  | 417   | 94.1     | 91       | 23          | 49       | 2     | 4        | 101      | 2     | 0        | 68    | 66       | 6.30     | 1.48    |
| 2022     | CWS      | 27    | 9     | 0     | 0     | 0        | 3     | 3     | 0        | 1           | .500  | 319   | 75.1     | 68       | 11          | 25       | 0     | 2        | 69       | 1     | 1        | 42    | 40       | 4.78     | 1.23    |
| 2023     | PIT      | 8     | 8     | 0     | 0     | 0        | 4     | 4     | 0        | 0           | .500  | 162   | 37.1     | 35       | 4           | 14       | 0     | 1        | 37       | 2     | 0        | 16    | 16       | 3.86     | 1.31    |
| MLB：9年 | MLB：9年 | 191   | 144   | 1     | 1     | 1        | 38    | 51    | 0        | 3           | .427  | 3295  | 763.2    | 741      | 126         | 307      | 8     | 33       | 822      | 27    | 2        | 435   | 414      | 4.88     | 1.37    |

- 2024年度シーズン終了時

### 年度別守備成績
投手守備
| 年 度 | 球 団 | 投手（P） | 投手（P） | 投手（P） | 投手（P） | 投手（P） | 投手（P） |
| 年 度 | 球 団 | 試 合     | 刺 殺     | 補 殺     | 失 策     | 併 殺     | 守 備 率  |
| ----- | ----- | --------- | --------- | --------- | --------- | --------- | --------- |
| 2015  | HOU   | 19        | 4         | 3         | 0         | 3         | 1.000     |
| 2016  | PHI   | 24        | 3         | 14        | 2         | 0         | .895      |
| 2017  | PHI   | 15        | 2         | 8         | 1         | 0         | .909      |
| 2018  | PHI   | 31        | 5         | 18        | 2         | 0         | .920      |
| 2019  | PHI   | 33        | 14        | 12        | 4         | 4         | .867      |
| 2020  | PHI   | 9         | 1         | 8         | 1         | 0         | .900      |
| 2021  | PHI   | 21        | 3         | 3         | 0         | 0         | 1.000     |
| 2021  | SD    | 4         | 0         | 0         | 0         | 0         | ----      |
| '21計 | SD    | 25        | 3         | 3         | 0         | 0         | 1.000     |
| 2022  | CWS   | 27        | 2         | 2         | 3         | 0         | .571      |
| 2023  | PIT   | 8         | 1         | 2         | 0         | 0         | 1.000     |
| MLB   | MLB   | 191       | 35        | 70        | 13        | 7         | .890      |

外野守備
| 年 度 | 球 団 | 左翼（LF） | 左翼（LF） | 左翼（LF） | 左翼（LF） | 左翼（LF） | 左翼（LF） |
| 年 度 | 球 団 | 試 合      | 刺 殺      | 補 殺      | 失 策      | 併 殺      | 守 備 率   |
| ----- | ----- | ---------- | ---------- | ---------- | ---------- | ---------- | ---------- |
| 2019  | PHI   | 1          | 1          | 1          | 0          | 0          | 1.000      |
| MLB   | MLB   | 1          | 1          | 1          | 0          | 0          | 1.000      |

- 2024年度シーズン終了時
- 各年度の太字はリーグ最高

### 背番号
- 67（2015年）
- 28（2016年 - 2018年）
- 21（2019年 - 2021年途中）
- 38（2021年途中 - 同年終了）
- 23（2022年）
- 27（2023年）
- 26（2025年 - ）